# Fogliemorte
Fogliemorte è un singolo del rapper italiano Neffa, pubblicato il 12 aprile 2024.

## Descrizione
Il singolo ha visto la partecipazione vocale del rapper italiano Fabri Fibra.

## Tracce
Testi di Giovanni Pellino e Fabrizio Tarducci, musiche di Giovanni Pellino.
1. Fogliemorte – 2:57